# José Luis López Ramírez
José Luis López Ramírez (ur. 31 marca 1981 w San José) – kostarykański piłkarz występujący na pozycji pomocnika. Zawodnik klubu CD Belén Siglo XXI.

## Kariera klubowa
López Ramírez seniorską karierę rozpoczął w 1999 roku w zespole CS Herediano z Primera División de Costa Rica. Jego barwy reprezentował przez 4 lata. W 2003 roku trafił do Deportivo Saprissa, także grającego w ekstraklasie. Wraz z tym zespołem wywalczył Ligę Mistrzów CONCACAF (2005), 3 mistrzostwa Kostaryki (2004, 2006, 2007), a także mistrzostwa faz Apertura i Clausura w sezonie 2007/2008.
W 2008 roku został wypożyczony do australijskiego Melbourne Victory. W A-League zadebiutował 16 sierpnia 2008 roku w zremisowanym 0:0 pojedynku z Sydney FC. W 2009 roku zdobył z zespołem mistrzostwo Australii. W tym samym roku wrócił do Deportivo. W sezonie 2009/2010 wywalczył z nim mistrzzostwo fazy Clausura.
W 2010 roku López Ramírez przeszedł na wypożyczenie do chińskiego Dalian Shide. Po sezonie 2010 wrócił jednak do Deportivo. W 2011 roku podpisał kontrakt z drużyną CD Belén Siglo XXI.

## Kariera reprezentacyjna
W reprezentacji Kostaryki López Ramírez zadebiutował w 2003 roku. W 2005 roku został powołany do kadry na Złoty Puchar CONCACAF. Zagrał na nim w pojedynkach z Kanadą (1:0), Kubą (3:1) i Hondurasem (2:3). Tamten turniej Kostaryka zakończyła na ćwierćfinale.